# 大倉利晴
大倉 利晴（おおくら としはる、1956年1月31日 - ）は、日本の放送作家。
かつては萩本欽一の座付き作家として萩本企画に所属していた。作家活動の他、ラジオパーソナリティなどタレント的な活動も行っている。

## 来歴・人物[1]
長野県伊那市の出身。萩本企画の「ギャグ作家募集」の募集広告を雑誌で見て応募、面接などを経て合格、萩本家に住み込みの上で作家としての第一歩を踏む。しかし実際は萩本を送り迎えする運転手としての毎日が続き、何度か「辞めたい」と思ってその旨を直々に申し出たこともあったが、その度に萩本に一晩かかって説得された上思い留まるということを繰り返した。およそ1年半後にニッポン放送で構成の仕事を持つようになり、本格的に放送作家としての活動をスタートさせる。鶴間政行、君塚良一と共に作家集団『サラダ党』の一員であった。
甲高い質の声が特徴的でもあり、作家として裏方的な活動だけではなく、特にラジオにおいては番組の盛り上げ役として声出しで出演する機会が増えてゆく。ニッポン放送の番組『欽ちゃんのここからトコトン』で、いわゆる笑い屋として出演していたのを始め、『山口良一のオールナイトニッポン』ではトッちゃんと呼ばれてリスナーに親しまれる。そして1989年、『腹よじれAGOHAZUSHI連盟』（ニッポン放送）では、ナイター中継の無い約半年間限定での放送ながらメインパーソナリティを務めるまでになった。そして現在も2007年4月から地元・SBCラジオ（信越放送）でスタートした『JoHoO!』で同局アナウンサー・坂橋克明らと共に、ここでも声出しで出演している（この番組では“レギュラーゲスト”という扱い）。
明石家さんまとは、1983年からニッポン放送の『明石家さんまのラジオが来たゾ!東京めぐりブンブン大放送』で共演、特に2代目アシスタント古沢みづきとさんまとの三人の掛け合いトークは絶妙であった。以後『オレたちひょうきん族』などさんま出演の番組の構成を務め、また同じラジオでは『明石家さんまのおしゃべりツバメ返し』（TBSラジオ）でも共演するなど、明石家ファミリーの一員に数えられるほどの親交となっていく。ひょうきん族のエンディングテロップでは大倉ヨイショ利晴と表示されるほど、ラジオなどで披露するそのヨイショぶりが周囲に評判となっていった。その他にも1990年頃に放送されていた「DANCE DANCE DANCE」（フジテレビ）で徐々に人気を得つつあったダウンタウンと共演したりもしている。
子供の頃からプロ野球は巨人ファンであり、それを生かして『JoHoO!』では阪神ファンの坂橋とトークで巨人・阪神戦を行うといったコーナーが設けられている。また、大の競馬好きでもあり、フジテレビのハイビジョン実用化試験放送で『ハイビジョン競馬』の司会も務めていたほどである。親交の深いさんまは今でこそ競馬に詳しいことで有名であるが、「実はさんまさんに『ブンブン大放送』を通じて、競馬を教えたのは自分」ということを『月刊ラジオパラダイス』1986年5月号の『ブンブン大放送の記事（4ページ）の中で語っている。
また、出身地・伊那市のふるさと大使も務めている。

## これまでの担当番組・出演番組

### テレビ
- 欽ドン!シリーズ （フジテレビ）
- 象印クイズ ヒントでピント（テレビ朝日）
- クイズ100人に聞きました （TBSテレビ）
- オレたちひょうきん族 （フジテレビ）
- 笑っていいとも! （フジテレビ）
- さんま・一機のイッチョカミでやんす （日本テレビ、構成だけでなくコントにも出演）
- DANCE!DANCE!DANCE! （フジテレビ、1990年から1991年頃まで。構成以外に審査員としても番組に関わっていた。）
- 高田・大倉の深夜NIヨイショ （フジテレビ）
- とんねるずのみなさんのおかげです 1991年頃のコーナー「ソウルとんねるず」の審査員で出演
- ハイビジョン競馬 （ハイビジョン実用化試験放送、フジテレビ制作）
- M-1グランプリ （予選審査員）

### ラジオ
- 欽ちゃんのここからトコトン （ニッポン放送）
- 山口良一のオールナイトニッポン （ニッポン放送）
- 明石家さんまのラジオが来たゾ!東京めぐりブンブン大放送 （ニッポン放送）
- 薬師丸ひろ子 あなたに愛・わい・わい （ニッポン放送）
- 明石家さんまのおしゃべりツバメ返し （TBSラジオ）
- 腹よじれAGOHAZUSHI連盟 （1989年10月～1990年3月、月曜日～木曜日、ニッポン放送）
- 古田新太と犬山犬子のサンデーおちゃめナイト （ニッポン放送）
- シンデレラドリーム ミッドナイト☆パーティー （TBSラジオ）

この番組では『勝ち抜きアロハオーレクイズ』（サッカーを基にしたクイズコーナー）で、『ゴールゴール、ゲーット!』や『空振り』など声の効果音の他、若干声出しでも出演。
- つんくのオールナイトニッポン （ニッポン放送）
- JoHoO! （SBCラジオ（信越放送））